# Ямгурчі
Ямгурчі (д/н — 1555) — астраханський хан у 1546—1547, 1549—1550, 1552—1554 роках.

## Життєпис
Походив з родини Ахматовичів роду Тукатимуридів, гілки династії Чингізидів. Онук тюменського хана Муртази, син Бердібека. 1546 року за підтримки ногайців на чолі із Шейх-Мамай-бієм повалив свого стрийка — астраханського хана Ак-Кубека, захопивши трон. Втім 1547 року повалений кримським ханом Сахіб I Ґераєм, що відновив у владі Ак-кубека.
Ямгурчі втік до ногайців. 1549 року повалив Ак-Кубека, з яким боровся до 1550 року. Невдовзі повалений Дервіш-Алі за підтримки ногайців Ісмаїла-мірзи. 1551 року захопив і пограбував московського посланця. 1552 року за підтримки ногайців Юсуф-бея відновився у владі. Відправив посланця до московського царя Івана IV, але останній вирішив підтримати Дервіш-Алі. 1553 року останній за допомоги московських стрільців та Ісмаїл-мірзи захопив Хаджи-Тархан. Ямгурчі зазнав декількох поразок в гирлі Волги, зокрема біля Сарай-Бату.
Втім на південь до Аіша, тюменського шамхала, де отримав військову допомогу. Згодом почав діяти спільно з синами Юсуф-бея, яких підтримував кримський хан Девлет I Ґерай. Загинув в одній із сутичок з козаками 1555 року. Його родину було захоплено і відправлено до царя.